# Eokingdonella gentiana
Eokingdonella gentiana är en insektsart som först beskrevs av Boris Petrovich Uvarov 1939.  Eokingdonella gentiana ingår i släktet Eokingdonella och familjen gräshoppor. Inga underarter finns listade i Catalogue of Life.